# Чоботарівка
Чоботарі́вка — село Усатівської сільської громади в Одеському районі Одеської області в Україні. До 2020 року належало до Біляївського району. Населення становить 247 осіб.

## Населення
Згідно з переписом 1989 року населення села становило 218 осіб, з яких 97 чоловіків та 121 жінка.
За переписом населення 2001 року в селі мешкали 243 особи.

### Мова
Розподіл населення за рідною мовою за даними перепису 2001 року:
| Мова       | Відсоток |
| ---------- | -------- |
| українська | 80,16 %  |
| російська  | 17,81 %  |
| румунська  | 1,62 %   |